# Sjuan (TV-kanal)
Sjuan är en TV-kanal från TV4 Media. Kanalen grundades år 2003 som TV4 Plus.

## Historik
Under 2001 meddelade TV4 att de planerade att starta nya TV-kanaler. Sjuan utvecklades ur ett projekt med namnet TV4 Sport för en kanal som i  huvudsak skulle visa sportsändningar och spelprogram.
Inför starten vidgades programutbudet till att även omfatta underhållning och fritidsprogram. Beslut om att starta en ny kanal med namnet TV4 Plus togs den 7 november 2002. Inledningsvis skulle kanalen innehålla program från tre områden, fritid, underhållning samt sport och spel. För det senare hade samarbeten inletts med Svenska Spel, ATG och Novamedia.
Kanalen invigdes den 9 mars 2003 under namnet TV4 Plus. Bland de svenska program som meddelats innan starten fanns utöver frågesporten Lingo med Harald Treutiger och Bingolotto plus ett stort antal livsstilsmagasin: Djurvänner (med Sofia Isaksson), Hästliv (med Lotta Jankell), Spelbolaget (med Joakim Geigert och Ellinor Persson), Golftimmen (med Joakim Geigert), Jakt & Fiske (med Linda Isacsson), Adrenalin (med Niklas Hyland), Köpa hem (med Vivi Andersson) och Mera motor (med Håkan Matson).
Över tid utvecklades kanalen mot en underhållningskanal med kvinnlig inriktning. Det innebar att sport- och spelprogrammen flyttades, exempelvis travprogrammet Vinnare plus som flyttade till TV4 Sport 2010.
Den 12 september 2011 bytte kanalen namn till Sjuan. Med en tittarandel på 4 procent i snitt 2009 är kanalen Sveriges sjunde största kanal. Kanalen har under flera månader gått om TV6, och var Sveriges snabbast växande kanal, 2003 var räckvidden 519 000 tittare och år 2007 2 024 000 tittare. Det är en ökning med 290 procent.

## Distribution
I kabelnäten distribueras kanalen av de flesta kabel-tv-operatörerna. Detta sker genom en blandning av digital och analog distribution.
Dessutom sänds den digitalt via både marknät och satellit. I marknätet sänder kanalen via multiplex 2 och är krypterad vilket innebär att ett programkort från Boxer behövs för att man ska kunna se kanalen.
Via satellit var det ursprungligen bara Canal Digital som sände kanalen, och de inkluderade den i samtliga paket. Viasat började distribuera kanalen den 21 april 2005. Från 2 maj 2011 delades dåvarande TV4 Plus upp i lokala delar.

## Grafisk profil

### 2003–2007
Sjuans första logotyp och grafik utvecklades i samarbete med den brittiska varumärkesbyrån Kemistry (som senare även gjorde grafik för TV4 och TV4 Film år 2004). Logotypen bestod av en kub, en tärning, som ofta snurrade eller rörde sig på skärmen. Tärningen valdes eftersom kanalen ursprungligen hade en stark koppling till spel och sport. Man behöll den tidiga logotypen och kanalprofilen i flera år, fram tills 2007 då man på allvar började satsa på kanalen.

### 2007–2009
Den 5 februari 2007 fick kanalen ny logotyp, grafik och vinjetter. Logotypen såg nu ut som moderkanalens cirkellogotyp, men var ljusblå och hade en mindre cirkel med ett plustecken tillfogat. Kanalens nya slogan och syfte blev Kanalen som inspirerar. Detta skedde i samband med en re-lansering av kanalen, som nu hade ökat sin tittarräckvidd med 390%, genom flera reklamvinjetter i moderkanalen och i övriga systerkanaler tillsammans med utomhusreklam och annonser i dagstidningar och kvällspress. Kanalen blev nu Sveriges sjunde största.

### 2009–2011
Under vårvintern 2009, den 16 februari, lanserades en delvis ny grafisk profil då TV4-gruppen bytte utseendet på vinjetterna och fokuserade mer på kanalens profiler men behöll logotypen. I vinjetterna syns bland andra Leila Lindholm och Caroline Kull på en strand. Kanalen fokuserar inte längre på budskapet Kanalen som inspierar såsom man gjort i de tidigare vinjetterna. Dessutom byttes vinjettmusiken ut mot en lite lugnare sådan.

### 2011–2018
Den 12 september byttes namnet på kanalen från TV4 Plus till Sjuan, och nya grafiska profiler infördes. Den 24 mars 2014 började Sjuan även använda synliga hallåor.

### 2018–
Den 10 april 2018 lanserade både TV4, Sjuan och TV12 nya utseenden med nya logotyper för de två mindre kanalerna för att starkare markera samhörighet med TV4. Samtidigt slutade både TV4 och Sjuan använda bildhallåor.

## Programutbud
Sjuan har sedan starten visat program som producerats för kanalen. Många av kanalens första egenproduktioner var relativt billiga produktioner som baserades på utländskt material som sedan försvenskades genom att man gav programmet en svensk inramning och en svensk programledare.

### Nyheter & Samhälle
Nyheter och samhällsprogram ingick inledningsvis inte i programutbudet. TV4-gruppen valde dock sedermera att lägga några nyhetsrelaterade program i kanalen, exempelvis användes kanalen för att sända direkt från huvudförhandlingarna efter Anna Lindh-mordet. 
Under hösten 2005 började man sända flera nyhetsuppdateringar under dagen från TV4-nyheterna. År 2007 sänds ungefär tre sådana uppdateringar dagligen. Under kronprinsessan Victorias förlovning sände kanalen nyhetsuppdateringar direkt under hela dagen via "Nyhetskanalen.se". Den 2 maj 2011 sänder för första gången TV4:s lokala nyheter en sändning på seneftermiddagen i Sjuan.

### Underhållning & Livsstil
År 2005 hade Antikdeckarna premiär, programmet är en av kanalens långkörare och har sänts varje år sedan dess. Året innan startade programmet Det okända som även det har sänts i flera säsonger och fått en egen spin off-serie, Akademin för Det okända som sändes under hösten 2007. Andra program som varit med från starten i kanalen är Jakt & Fiske, Nattliv och Hem till gården.
Kanalen har sänt många matprogram. Under 2005 lanserades matprogrammet Leilas mat med Leila Lindholm som programledare. Programmet blev en tittarsuccé och har än så länge producerats i två säsonger. 
2007 blev ett riktigt matår för kanalen. Leila Lindholm lanserade två nya program, Leila bakar och Leilas jul. Dessutom började man sända Vad blir det för mat? med Per Morberg. Programmet blev omdiskuterat i media på grund av Morbergs speciella sätt att hantera mat och uppförande i köket. Programmet repriserades senare i TV4. 2007 började man sända ett program speciellt inköpt för kanalen, Jericho. 2009 sändes ytterligare ett matprogram med Leila Lindholm, Leila på landet.
Våren 2008 började TV4:s långkörare Bingolotto att sändas i kanalen. Bingolotto har sänts i TV4 sen 1990. Programmet sänds på bästa sändningstid: klockan 20.00 på lördagar. Inför kanalflytten hade TV4-gruppen meddelat att man väntade sig ett visst tittartapp, men premiären sågs av endast 305 000 tittare. Programmet innan, i TV4, sågs av 670 000 tittare. Däremot såldes fler lotter till programmet än under höstens program. Jämförelsevis hade Sjuan en normal lördagskväll vid den tiden cirka 60 000 tittare. Efter att ha bytt programledare till Lotta Engberg ökade tittarsiffrorna till 470, 000 tittare, vilket är den högsta siffran för Bingolotto i Sjuan någonsin. Andra program som började sändas under 2008 är de egenproducerade Koloniområdet Iris och Sverige campar.
Under våren 2009 storlanserade man kanalen med många reklamtrailers i huvudkanalen TV4 för programmen som hade premiär. Bland annat gjorde Kattis Ahlström TV-comeback med sitt program Kattis & Company. Det är en livsstil-talkshow med aktuella gäster, intervjuer och diskussioner. I samband med programmet lanserar man även ett livsstilsmagasin med samma namn. Programmet blev dock inte den succé kanalen hoppats på, första avsnittet sågs av blott 111 000 personer och blev därmed det åttonde mest sedda programmet i Sjuan den dagen.
Andra program som lanserades under våren var Hundcoachen och Såld på hus, en tävling där mäklare gissar priser på nysålda bostäder runt om i Sverige med programledaren Caroline Kull.
Man repriserar även många program som ursprungligen gått i TV4, exempel på dessa är Parlamentet, Time Out, Jordan, rättsläkare, Lost, House med fler. En stor del av tablån är utländska program och serier som Judge Judy, Dr. Phil, Mannen som talar med hundar, Helt hysteriskt och 30 Rock.

### Sport
Från starten sände kanalen sportnyheter fem gånger varje kväll i form av programmet Sporten Plus. Sportnyhetssändningarna blev sedermera färre för att helt läggas ner i december 2005. Kanalen sände under en period många sportevenemang som spanska La Liga och diverse andra fotbollsmatcher. Det sista ordinarie sportprogrammet var Vinnare Plus som lades ner 2010.

### Mest sedda program 2009
| Nr | Program                            | Sändes i TV4 Plus | Antal tittare |
| -- | ---------------------------------- | ----------------- | ------------- |
| 1  | BingoLotto                         | 11 januari        | 470 000       |
| 2  | Vad blir det för mat               | 22 november       | 405 000       |
| 3  | Wallander – Täckmanteln            | 28 februari       | 390 000       |
| 4  | Wallander – Fotografen             | 21 februari       | 350 000       |
| 5  | Såld på hus                        | 13 januari        | 350 000       |
| 6  | Poirot                             | 5 juli            | 340 000       |
| 7  | Fotbolls-EM U21 Tyskland - England | 29 juni           | 325 000       |
| 8  | Michael Jacksons minnesstund       | 7 juli            | 325 000       |
| 9  | Beck – Vita nätter                 | 28 november       | 320 000       |
| 10 | Wallander – Luftslottet            | 7 mars            | 315 000       |

### Mest sedda program 2008
| Nr | Program              | Sändes i TV4 Plus | Antal tittare |
| -- | -------------------- | ----------------- | ------------- |
| 1  | Repmånad             | 28 december       | 390 000       |
| 2  | Bingolotto           | 30 november       | 375 000       |
| 3  | Hundcoachen          | 3 november        | 350 000       |
| 4  | Vad blir det för mat | 4 december        | 320 000       |
| 5  | Antikdeckarna        | 3 januari         | 320 000       |
| 6  | Leilas jul           | 14 december       | 320 000       |
| 7  | Sverige campar       | 4 mars            | 305 000       |
| 8  | Mord och inga visor  | 19 oktober        | 305 000       |
| 9  | Göta Kanal 2         | 5 juli            | 290 000       |
| 10 | Poirot               | 9 november        | 290 000       |